# Olivier de Mauny

Armas de la familia Mauny.

Olivier de Mauny I (c. 1320-1390 o después de 1405), señor de Lesnen, fue un caballero bretón que participó en numerosas batallas junto a Bertrand Du Guesclin, su primo.

## Biografía
Olivier de Mauny fue miembro de la familia de Mauny. Era hijo de Hervé de Mauny, señor de Thorigny y de Marie du Guesclin, hija de Guillaume du Guesclin, tío abuelo del condestable Bertrand Du Guesclin, de quien era primo.
Junto con sus hermanos Hervé, Henri, Eustache y Alain, acompañó a Bertrand Du Guesclin en todas sus expediciones por Francia y España.
En 1352, durante un encuentro con los ingleses cerca de Guildo, Olivier de Mauny hizo prisionero a Jeannequin Toigne (conocido como Le Taillard), reconocido como uno de los campeones del lado inglés en el Combate de los Treinta.
En 1356, vence en un combate singular bajo las murallas de Rennes contra un caballero inglés llamado Juan de Bolleton que le había desafiado.
El 8 de julio de 1364 tomó la fortaleza de Carentan, de la que llegaría a ser capitán.
Participó, el 16 de mayo de 1364, en la batalla de Cocherel, durante la cual izó, junto con varios otros caballeros bretones, el estandarte de Bertrand du Guesclin, que había sido derribado. Luego fue con sus hermanos a unirse al ejército de Carlos de Blois y luchó con ellos en la batalla de Auray durante la que fue hecho prisionero.
En 1366, al frente de 1.200 lanzas, siguió a Bertrand Du Guesclin hasta España. Se distinguió en los sitios de Magallón y Briviesca así como en la batalla de Navarette durante la cual Bertrand du Guesclin fue hecho prisionero.
En 1369 regresó a España con Guesclin y realizó maravillas en la batalla de Toledo y contribuyó a ganar la de Montiel que convirtió a Enrique de Trastamare propietario del reino de Castilla. Para recompensar a Olivier de Mauny por sus servicios, este monarca le entregó las tierras de Ágreda, que valían 4000 libras al año. Despreocupado por poseer tierras en España, Mauny intercambió aquellas con las que el rey de Castilla le había concedido por varios señores ilustres que este príncipe tenía prisioneros. Su rescate lo enriqueció y le permitió casarse con María de Roye, única hija y heredera de Mathieu II, señor de Roye y de Germigny, rico señor de Picardía que había estado detenido durante varios años en Inglaterra y por quien Mauny accedió a pagar el rescate. con la condición de que le entregue a su hija en matrimonio.
De regreso a Francia, acompañó a Du Guesclin en la mayoría de sus expediciones a Normandía, Lemosín y Poitou y participó en los asedios de Saint-Sever (1370) y Saint-Jean-d'Angély.
Estuvo presente en la batalla de Châteauneuf-de-Randon en 1380.
Construyó el castillo de Lesnen, cerca de Tinténiac, en Ille y Vilaine, hoy desaparecido.
Olivier de Mauny, esposo de Ade (o Marie) de Roye antes (¿1396?), él (más probablemente su hijo Olivier (II) el menor porque Olivier (I) murió en 1390) se casó en (primer o) segundo matrimonio con Marie du Pont -la abad  señora de Gournoise en Guiscriff († 1421 ), viuda desde 1404 de Guillermo II de Chastel.
De acuerdo con su última voluntad, fue enterrado en la capilla de Saint-Thual.
Carlos VI hizo celebrar un "funeral" en París en 1390, en la iglesia de los Blancs Manteaux, para el descanso de las almas de Olivier de Mauny y Hutin de Vermelles (marido de Margarita de Borbón, hija de Luis I), chambelanes.

## Armorial
Según el Armorial de Gelre (f. 72r, Olivier, Seigneur de Mauny), su blasón tomó la siguiente forma:
| Cifra | Escudo de armas                                         |
|       | De argén, una creciente de gules, en el lambel de azur. |